# Des rêves pour l'hiver
Pour plus de détails, voir Fiche technique et Distribution.
Des rêves pour l'hiver est un film français réalisé par Antoine Parouty et sorti en 2010.

## Synopsis
Teen se sent hors du monde lorsqu’il décide de quitter le lycée et sa mère.
C’est l’hiver, il est seul, il rencontre Nico.
Au printemps, Teen, Nico, Adrien et Thomas s’isolent pour composer et enregistrer. Ensemble, ils partagent une musique et une manière d’être au monde.

## Fiche technique
- Titre : Des rêves pour l'hiver
- Réalisation : Antoine Parouty
- Scénario : Antoine Parouty
- Photographie : Benoit Deleris
- Montage : Damien Maestraggi
- Son : Josephina Rodriguez
- Mixage : Gilles Benardeau
- Montage son : Mikaël Barre
- Production : Perspective Films
- Pays de production :  France
- Durée : 59 minutes
- Date de sortie : France - 6 mars 2010[1]

## Distribution
- Vivien Galinon
- Nicolas Guerrier
- Thomas Delperie
- Adrien Dournel
- Marion Bessaguet
- Fleur-Lise Heuet
- Elina Lowenshon

## Distinctions

### Récompenses
- Prix du public aux Rencontres internationales du moyen métrage de Brive 2010
- Grand prix au Festival du film de Belfort - Entrevues 2010[2]
- Grand prix André S. Labarthe et prix d'interprétation masculine pour Vivien Galinon au Festival Côté court de Pantin 2010[3]

### Sélections
- Festival du film de Vendôme 2010